# 左天觉
左天觉（1917年7月25日—2013年4月16日），农学家，烟草专家，植物生理学家。湖北云梦人。
1941年获南京金陵大学（1952年并于南京大学）学士学位，1944年获硕士学位。毕业后在中国社会部社会服务局实验农场、中国农业部烟产改进处服务。1947年赴美留学，1950年在美国宾夕法尼亚大学获博士学位，并在奥克里季核能研究所进修。之后在美国通用雪茄（General Cigar）公司、美国农业研究局研工作，任职于美国农业部，曾任美国烟草实验室主任。曾为全美农学学会、全美化学学会、北美植物化学协会、全美科学协会、全美植物生理学会等学会会员、会长，美国国际农业生命科学发展教育所理事长，香港科技大学副校长，兼任美国农业部部长办公室、世界银行、CGIAR亚洲发展银行、洛克菲勒基金会、美国菲莫（Philip morris）烟草公司等机构顾问。曾经参与组织第一届“世界吸烟与健康大会”并兼任技术会议主席。
作为世界著名的农业、烟草专家，左天觉对世界烟草业及农业贡献甚多。同时十分关心中国的农业发展。自1996年以来，先后组织50多位世界著名农业专家，撰写了《中国农业：1949-2030》和《透视中国农业2050年》两部著作。1993年，他被中国国家科学技术委员会授予“中国国际科技合作奖”，是第一位获此奖项的海外华人。

## 书目
- 《中国农业：1949-2030》(Agriculture in China, 1949-2030)(主编)
- 《透视中国农业2050年》(Vision of 2050 Agriculture in China)(主编)